# ماري ديلاني
ماري ديلاني (لاحقًا ماري بندارفيس) (الاسم عند الولادة غرانفيل؛ 14 مايو 1700 - 15 أبريل 1788) فنانة إنجليزية وكاتبة، تنتمي لجمعية الجوارب الزرقاء، اشتُهرت بـ «الفسيفساء الورقية» ورسم النباتات والتطريز ومراسلاتها المفعمة بالحيوية.

## حياتها المبكرة
ولدت ماري ديلاني في كولستون، ويلتشاير، وهي ابنة الكولونيل برنارد غرانفيل من زوجته ماري ويستكومب، أنصار حزب المحافظين المخلصين لأسرة ستيوارت. كانت ابنة أخ جورج غرانفيل، بارون لانسداون الأول، شقيق والدها.
كان لماري أخ أكبر منها، برنارد (1699)، المعروف باسم باني؛ وأخ أصغر منها بيفيل، ولد في الفترة ما بين عام 1702 وعام 1706؛ وأخت تُدعى آن (1707) تزوجت من جون ديويز.
نقل الوالد العائلة إلى لندن عندما كانت ماري صغيرة، لتلتحق فيما بعد بمدرسة درّست فيها اللاجئة الفرنسية مادموزيل بويل. أصبحت ماري على اتصال وثيق بالبلاط الملكي عندما أُرسلت للعيش مع خالتها، الليدي ستانلي، التي لم يكن لديها أطفال - وكان القصد أن تصبح في النهاية خادمة شرف.
تعلمت ماري في أثناء إقامتها مع الليدي ستانلي «اللغة الإنجليزية والفرنسية والتاريخ والموسيقى والتطريز والرقص...». نشأت معرفة بين ماري والمؤلف الموسيقي جورج فريدريك هاندل في أثناء وجودها في المنزل، فاستمعت إلى الموسيقى التي ألفها؛ وأصبحت لبقية حياتها صديقة شخصية مقربة منه وداعمة مخلصة له. تبددت آمال ماري في أن تصبح وصيفة الملكة آن في عام 1714، ما أدى إلى تغيير في السلطة، واعتلاء أسرة هانوفر العرش بدعم من حزب الأحرار البريطاني. انتقلت عائلة غرانفيل إلى مزرعة في بوكلاند في غلوستيرشير، حيث أصبحوا منعزلين عن المجتمع الإنجليزي. تمكنت ماري مع ذلك من مواصلة تعليمها وسعيها لقص الورق الذي تطور في سن مبكرة.
دُعيت ماري للإقامة مع عمها اللورد لانسداون في ويلتشاير مع اقتراب نهاية عام 1717. قُدّمت إلى ألكسندر بندارفيس خلال مدة إقامتها تلك، وسرعان ما أصبح من الواضح مصلحة العائلة بحدوث ذلك الزواج. كان بندارفيس عضوًا في البرلمان عن لونسيستون وعمره 60 عامًا، بينما كانت ماري تبلغ من العمر 17 عامًا.
تزوجت ماري من بندارفيس على مضض، وجاء هذا الزواج بدافع اعتماد والديها ماليًا على اللورد لانسداون، وأمل اللورد لانسداون في اكتساب نفوذ سياسي.

## حياتها الزوجية
غادرت عائلة بندارفيس إلى قلعة روسكرو بالقرب من فالموث في غرب كورنوال في أبريل؛ وبمجرد استقرارهم هناك، تمكنت السيدة بندارفيس من الاستمتاع بمناظر روسكرو، ومن قضاء بعض الوقت في ركوب الخيل. تفاقم حال السيد بندارفيس المصاب بالنقرس ليصبح أسوأ مع مرور العام، فاضطرت السيدة بندارفيس في السنة الثانية من زواجهما، إلى أن تقوم على رعاية زوجها المريض وتمضية وقتها في الحياكة ورسم الزهور. اشترى الزوجان منزلًا في لندن في عام 1721، وعلى الرغم من أن السيد بندارفيس بدأ يشرب الخمر بشكل مفرط، إلا أن السيدة بندارفيس عادت والتقت بالعديد من أصدقائها القدامى. توفي السيد بندارفيس فجأة في أثناء نومه في عام 1725. لم يغير السيد بندارفيس وصيته بعد زواجه، وبالتالي لم ترث السيدة بندارفيس ما تبقى من ممتلكاته. «كان السيد بندارفيس مهتمًا بزجاجة الشراب التي سمحت له بنسيان خسارته جزء من ثروته، إذ لم يكن لديه الوقت للتفكير في تسوية وضع ما تبقى من ممتلكاته لصالح زوجته».

على الرغم من افتقار السيدة بندارفيس إلى الموارد، إلا أن الترمل أتاح لها فرصًا جديدة. إذ كانت الأرامل على عكس النساء غير المتزوجات، قادرات على التحرك بحرية في المجتمع، وتمكنت السيدة بندارفيس لأول مرة في حياتها من متابعة مصالحها الخاصة دون إشراف أي رجل. ولم تكن راضية عن الخيارات المتاحة للنساء في القرن الثامن عشر، ربما بسبب زواجها البائس ذاك، فكتبت:
«لماذا تُدفع المرأة إلى الزواج بالضرورة؟ في حين أن الزواج يجب أن يكون دومًا مسألة اختيار بحتة! وإذا لم يكن لدى الفتاة ثروة كافية لإعالتها في الوضع الذي نشأت عليه، فما الذي يمكن أن تفعله سوى الزواج؟».